# Péter Szabó
Péter Szabó (ur. 13 kwietnia 1899, zm. 21 września 1963) – węgierski piłkarz występujący na pozycji pomocnika, a także trener.

## Kariera piłkarska

### Kariera klubowa
Szabó karierę rozpoczynał w 1915 roku w zespole MTK Budapeszt, z którym trzy razy zdobył mistrzostwo Węgier (1917, 1918, 1919). W 1919 roku przeszedł do austriackiego klubu Wiener AF, jednak jeszcze w tym samym roku odszedł stamtąd do niemieckiego 1. FC Nürnberg (Gauliga). W 1920 roku wywalczył z nim mistrzostwo Niemiec. Wtedy też przeniósł się do Eintrachtu Frankfurt (Gauliga), którego barwy reprezentował przez trzy lata. W kolejnych latach występował w innych zespołach Gauligi – Wackerze Monachium, Chemnitzer BC oraz Planitzer SC.

### Kariera reprezentacyjna
W reprezentacji Węgier Szabó zadebiutował 7 maja 1916 w przegranym 1:3 meczu z Austrią. W latach 1916–1919 w drużynie narodowej rozegrał 12 spotkań.

## Kariera trenerska
Szabó karierę szkoleniową rozpoczynał trenując niemieckie kluby VfB Dillingen, Borussia Neunkirchen oraz Rot-Weiß Frankfurt. W 1938 roku prowadził turecki zespół Galatasaray SK, a w 1939 roku trenował Ruch Chorzów. W tym samym roku wrócił jednak do Niemiec, gdzie dwukrotnie prowadził Eintracht Frankfurt, a oprócz tego zespoły FSV Frankfurt, Ulmer FV 94, Teutonia Monachium oraz BV Osterfeld.
W latach 1945–1956 Szabó trenował węgierskie kluby Pécsi Vasutas SK, Dorogi FC, MATEOSz Munkás SE, Előre SC, Vasas SC, Dorogi Bányász oraz Szombathelyi Haladás. Potem był jeszcze szkoleniowcem holenderskiego Be Quick 1887
i niemieckiego 1. FC Köln.